# Vladislavs Kozlovs
Vladislavs Kozlovs (* 30. November 1987 in Rēzekne) ist ein lettischer Fußballspieler, der beim FK Spartaks Jūrmala in der lettischen Virslīga spielt. Zwischen 2010 und 2012 lief er dreimal in der lettischen Nationalmannschaft auf.

## Karriere

### Verein
Kozlovs begann seine Karriere in seiner Geburtsstadt  Rēzekne in der Jugend des BSK Dižvanagi. Im Jahr 2005 spielte Kozlovs für den Jugendverein im Alter von 18 Jahren seine erste Profisaison in der 1. līga, der zweithöchsten Spielklasse des Landes. In der Saison 2006 erzielte er nach dem Aufstieg in die Virslīga in 23 Spielen ein Tor. Neben der Fußballkarriere studierte Kozlovs von 2007 bis 2009 an der Universität Lettlands in Riga und spielte für die Universitätsmannschaft FS Metta/Latvijas Universitāte in der 1. līga. Ab 2010 stand er beim FK Jelgava unter Vertrag. Mit dem Klub gewann er das Lettische Pokalfinale 2009/10 gegen den FK Jūrmala-VV. Des Weiteren wurde der Stürmer in der Spielzeit 2011 mit 16 erzielten Treffern dritter in der Torschützenliste hinter Nathan Júnior und Mamuka Gongadze. Während der laufenden Saison 2012 wechselte Kozlovs zum FK Ventspils, mit dem er 2012/13 erneut Pokalsieger wurde.

### Nationalmannschaft
Sein Debüt für die Lettische Auswahl gab Vladislavs Kozlovs am 17. November 2010 im Länderspiel gegen die Chinesische Nationalmannschaft das in Kunming ausgetragen wurde. Zwei weitere Spiele folgten 2011 und 2012 jeweils gegen Finnland darunter das Finale im Baltic Cup 2012, in dem Kozlovs spät eingewechselt wurde und den Treffer zum 6:5-Sieg im Elfmeterschießen erzielen konnte.

## Erfolge
mit dem FK Jelgava:
- Lettischer Pokalsieger: 2009/10, 2013/14

mit dem FK Ventspils:
- Lettischer Pokalsieger: 2012/13

mit Lettland:
- Baltic Cup: 2012